# Andrés Gandarias
Andrés Gandarias (Muxika, 24 april 1943 – Durango, 27 mei 2018) was een Spaans wielrenner.

## Levensloop en carrière
Gandarias werd prof in 1967. Hij reed zes keer de Ronde van Frankrijk en zes keer de Ronde van Spanje. Zijn grootste overwinning boekte hij in de Ronde van Italië 1976, waarin hij de 19e etappe won van Longarone naar Torri del Vajolet, met daarin de Cima Coppi van dat jaar, de Passo Sella. Daarnaast won hij enkele kleinere koersen, zoals de Ronde van Cantabrië.

## Resultaten in voornaamste wedstrijden
| Jaar | Ronde van Italië | Ronde van Frankrijk | Ronde van Spanje |
| ---- | ---------------- | ------------------- | ---------------- |
| 1968 |                  | 9e                  | 19e              |
| 1969 |                  | 5e                  |                  |
| 1970 |                  | 20e                 | 15e              |
| 1971 | 31e              | opgave              |                  |
| 1972 |                  |                     |                  |
| 1973 |                  | opgave              |                  |
| 1974 |                  |                     |                  |
| 1975 |                  |                     | 26e              |
| 1976 | 52e (1)          |                     | 35e              |
| 1977 |                  | 44e                 | 32e              |
| 1978 |                  |                     | 16e              |